# Gus Atkinson
Angus Alexander Patrick Atkinson (bekannt als Gus Atkinson; * 19. Januar 1998 in London, Vereinigtes Königreich) ist ein englischer Cricketspieler, der seit 2023 für die englische Nationalmannschaft spielt.

## Aktive Karriere
Atkinson unterschrieb seinen ersten Profi-Vertrag mit Surrey im Jahr 2017, doch erlitt er in 2017, 2018 und 2019 jeweils eine Stressfraktur im Rücken. Sein First-Class-Debüt folgte dann während der Bob Willis Trophy in der  Saison 2020. Er gab sein Debüt in der Nationalmannschaft im September 2023, als er in der Twenty20-Serie 4 Wickets für 20 Runs erzielte. Auch gab er bei der Tour sein Debüt im ODI-Cricket. daraufhin wurde er für den Cricket World Cup 2023 nominiert.